# Chofetz Chaim (Llibre)
El llibre Chofetz Chaim (en hebreu: ספר חפץ חיים) és l'obra mestra del Rabí Israel Meir Kegan, també conegut com a Chofetz Chaim. El llibre tracta sobre l'ètica jueva i les lleis sobre la parla i el llenguatge. Aquesta obra es considera una font autoritzada sobre el tema.

## Resum del llibre

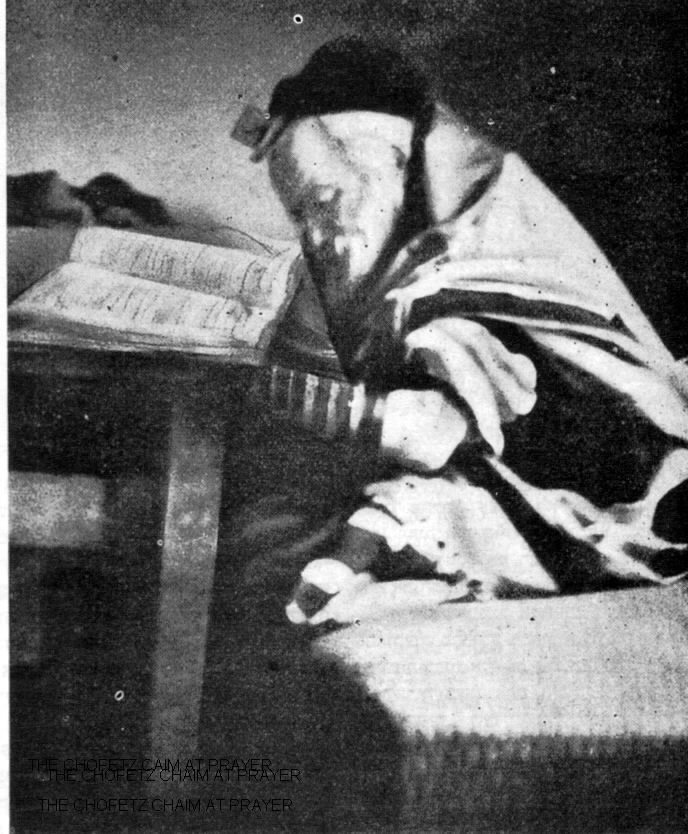
Imatge de l'autor de l'obra, el Rabí Israel Meir Kegan.

El tema del llibre són les lleis que tracten sobre l'ús apropiat del llenguatge. El Rabí Kegan ofereix diverses cites de fonts confiables com la Torà, el Talmud, i els Rixonim (els primers comentaristes), que tracten sobre la prohibició de la xafarderia i la difamació dels altres en la llei jueva. En el judaisme el concepte de lashon harà significa parlar malament, xafardejar, calumniar, i difamar a algú).
Lashon harà es tradueix de vegades com a calúmnia, encara que també es refereix a la prohibició de dir coses dolentes i desagradables sobre una persona, aquesta darrera prohibició és aplicable, tant en el cas quan la persona que està parlant realitza afirmacions veritables, com en el cas quan la persona que parla està dient falsedats.

## Estructura de l'obra
El llibre està dividit en tres parts:
- Mekor Chayim; el text legal.
- Beer Mayim Chayim; les notes a peu de pàgina i l'argument legal.
- Shemirat Ha-Lashón; és un tractat ètic sobre l'ús correcte del llenguatge.

## Sobre l'autor
El Rabí Israel Meir Kagan és comunament conegut com el Chofetz Chaim, el nom de la seva famosa obra sobre l'ús adequat del llenguatge. El Rabí va néixer a Zhetel, a Polònia, el 6 de febrer de 1838. A mesura que la seva reputació va anar creixent, estudiants de tot Europa es van unir amb ell, i per a l'any 1869 la seva casa va ser coneguda com la Ieixivà de Radun. El Chofetz Chaim va publicar 21 llibres. La seva primera obra va ser el llibre Chofetz Chaim (1873), aquesta obra va ser el primer intent d'organitzar i aclarir les lleis relatives al Lashon harà. Altres obres notables inclouen el text Shemirat Ha-Lashon, un treball ètic sobre la importància de fer servir el llenguatge d'una manera adequada, i la Mixna Berura, una obra escrita entre els anys 1894 i 1907, aquest llibre és un comentari sobre l'Orach Chayim, la primera secció del Xulkhan Arukh, un llibre que ha estat acceptat universalment pels jueus asquenazites com una font autoritzada de la Halacà (la Llei jueva).